# Marion
Marion je tuje žensko osebno ime, pa tudi priimek Marion na Slovenskem

## Izvor imena
Ime Marion je različica ženskega osebnega imena Marija.

## Pogostost imena
Po podatkih Statističnega urada Republike Slovenije je bilo na dan 31. decembra 2007 v Sloveniji število ženskih oseb z imenom Marion: 6.

## Osebni praznik
Osebe z imenom Marion godujejo takrat kot osebe z imenom Marija.